# Isa-Beg Isaković
Isa-Beg Isaković (XV secolo) è stato un condottiero ottomano.
Fu il primo Sandžak-Bey (governatore) della Bosnia ottomana.
Alla caduta del regno medievale Bosniaco, Isa Beg, generale con alti crediti alla Corte della Sublime porta, decise l'istituzione del primo sangiaccato di Bosnia nel territorio su cui oggi sorge l'odierna Sarajevo.
Nel 1463 il generale dà il via ai lavori di costruzione dei primi edifici importanti sulla riva sinistra della Miljacka: scuole, bagni, caserme, la moschea dello Zar (Careva Džamijia), la caserma (Kasarna) ed il palazzo del Governatore (Konak o Saray), luogo in cui risiedette durante gli anni del suo governo.
Sulla riva destra fece invece edificare il caravanserraglio, che costituì il nucleo iniziale della via Sarači (che significa appunto via dei sellai), attorno al quale si sviluppò, negli anni a seguire il bazar oggi conosciuto con il nome di Baščaršija. Per unire le due rive del fiume fece costruire un ponte che in seguito venne chiamato Ponte del Cesare.
L'opera di Isa-Beg Isaković è visibile ancora oggi a Sarajevo, tuttavia fu il suo successore Gazi Husrev-beg ad essere considerato e ricordato nel tempo come il vero fondatore della città; a quest'ultimo viene infatti ascritto il merito di avere trasformato una Kasaba (piccola cittadina) in una Šeher (capitale).